# 北12線
北12線 番子田－北新莊，是位於新北市的一條鄉道，西起新北市淡水區番子田，東至新北市三芝區北新莊，全長6.525公里。

## 路線說明
新北市
- 淡水區：番子田（起點，台2線岔路）→ 中泰（北5線岔路）→（區界）→
- 三芝區：新賢路 → 北新莊（終點，101線岔路）

## 歷史沿革
| 北12線歷史沿革 | 北12線歷史沿革                                  | 北12線歷史沿革                             |
| 年代           | 本編號沿革                                      | 本路線沿革                                 |
| -------------- | ----------------------------------------------- | ------------------------------------------ |
| 1961年         | 竿蓁林－復興崗4.84km                            | 當時為北5線（灰磘子－北新莊6.514km）       |
| 1976年         | 部分路段納入北市13線，改為竿蓁林－小坪頂3.724km | 當時為北5線（灰磘子－北新莊6.514km）       |
| 1983年         | 原北12線改編為北2線；原北5線改編為北12線。      | 原北12線改編為北2線；原北5線改編為北12線。 |

## 沿線地標
- 日若山莊

## 交會公路
- 台2線（起點）
- 北5線（3.75k）
- 北10線（6.134k）
- 101線（終點）